# Caninae
I canini (Caninae Fischer de Waldheim, 1817) sono una sottofamiglia di canidi che comprende tutte le specie viventi della famiglia e i loro parenti fossili più stretti.
Si distinguono dalle sottofamiglie di canidi ormai estinte (come gli esperocionini e i borofagini) per i musi e gli arti allungati, il numero di dita ridotto e la presenza di un legamento nucale.
I canini si trovano su tutti i continenti, eccetto l'Antartide, avendo colonizzato il mondo sia naturalmente che con l'aiuto umano nel corso dei millenni. L'odierna volpe rossa, ad esempio, è il mammifero selvatico più diffuso. Certe specie, come gli sciacalli e i coyote, si sono adattate all'espansione umana, mentre altre, come il caberù, sono in via di estinzione. In Italia esistono tre specie selvatiche: la volpe rossa, il lupo grigio e lo sciacallo dorato. I primi due sono presenti sulla penisola sin dal Pleistocene medio, mentre il terzo è comparso nell'Italia nord-orientale a partire dai primi anni Ottanta del '900.
Il peso e le dimensioni possono variare notevolmente tra una specie e l'altra: il fennec insettivoro, per esempio, pesa appena un chilo e mezzo, mentre il lupo grigio può raggiungere i 60 chili. Tutti i canini, tuttavia, condividono una corporatura più o meno uniforme: musi allungati, orecchie erette, arti lunghi, code folte e denti adatti a frantumare le ossa e lacerare la carne.
Sono generalmente animali sociali che vivono in nuclei familiari o in piccoli gruppi cooperativi. Solitamente la riproduzione è riservata alla coppia dominante, che dà vita a una sola cucciolata all'anno, allevata in una tana sotterranea. I canini comunicano tramite odori e vocalizzi.
Dotati di una notevole intelligenza, almeno uno di essi, il cane, è stato tra i primi animali addomesticati dall'uomo. Tra le altre specie addomesticate tramite selezione artificiale si annoverano la volpe rossa domestica e il culpeo. Oltre all'addomesticamento, le interazioni tra uomo e canini selvatici includono la caccia per la loro pelliccia e l'impiego come sterminatori "naturali" di roditori nocivi. Tuttavia, i canini possono predare il bestiame allevato dall'uomo e risultare portatori di varie malattie.

## Descrizione

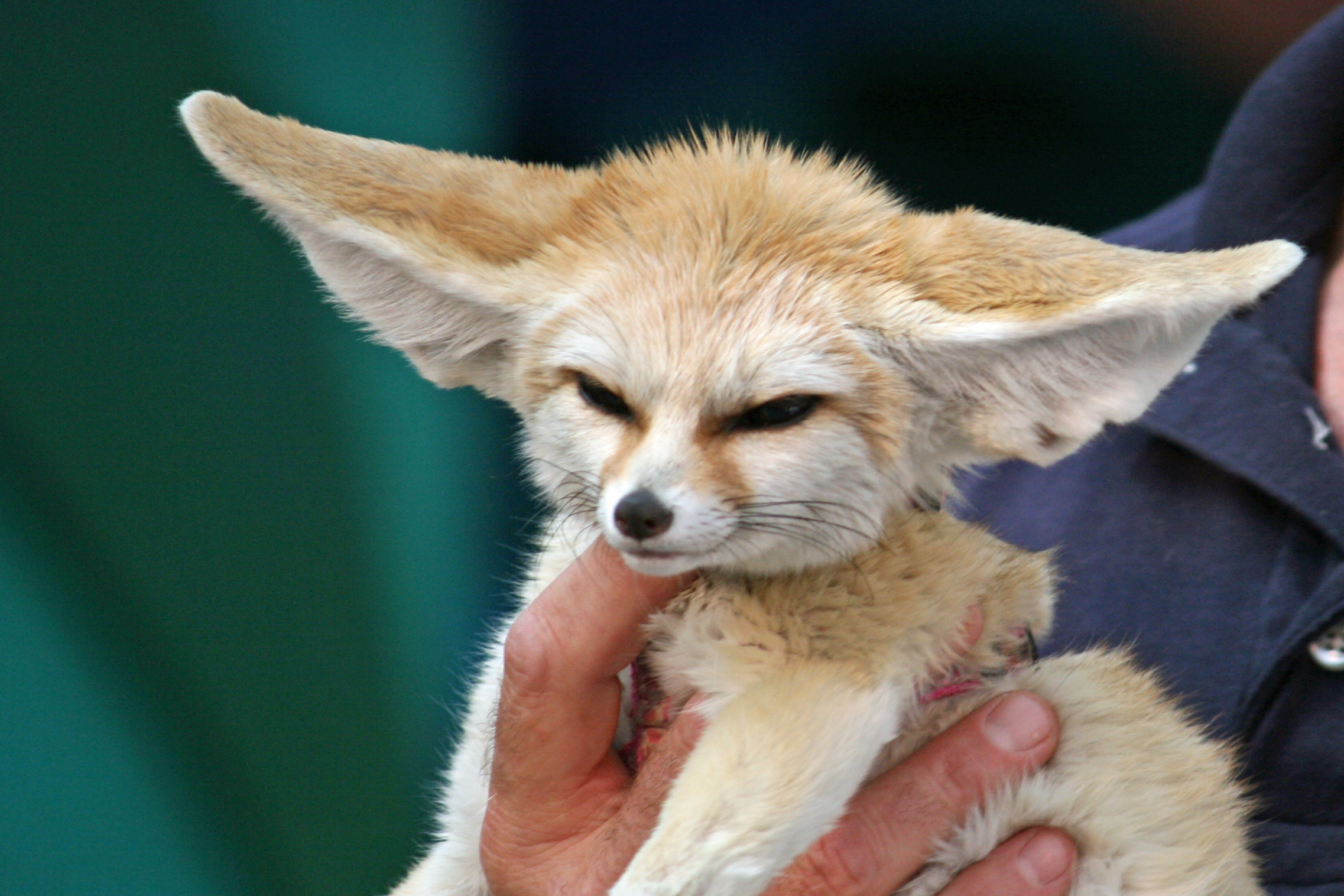
Il fennec, il canino più piccolo

I canini presentano una forma corporea generalmente uniforme: orecchie erette e vistose, un muso lungo e conico con un naso nudo, un torace profondo, una coda lunga e folta, e arti snelli ma muscolosi che terminano in zampe digitigrade dotate di artigli non retrattili. Le zampe anteriori hanno cinque dita, ad eccezione del licaone, che ne possiede quattro.
La vista è relativamente debole, mentre l'udito e, in particolare, l'olfatto sono altamente sviluppati. Le ghiandole cutanee sono poco sviluppate e le ghiandole anali sono poche o assenti. I genitali sono privi di ghiandole odorifere, tranne una presente alla base della coda. L'osso penico è dritto, con un solco lungo la superficie superiore. Contrariamente ai loro parenti preistorici, come gli esperocionini e i borofagini, i canini possiedono un legamento nucale simile a quello degli ungulati, che consente di mantenere la postura della testa e del collo senza sforzo muscolare. Questo adattamento è fondamentale per risparmiare energia durante la corsa su lunghe distanze, spesso con il muso a terra per seguire le tracce odorifere.
Il pelame dei canini è generalmente lungo e denso, con una gamma cromatica che varia dal bruno-nerastro al rosso intenso, spesso intervallata da chiazze chiare o scure. Zone di nero o bianco possono essere caratteristiche di alcune specie, ma non esistono schemi fissi di strisce o macchie. Ad esempio, la striscia sul fianco dello sciacallo striato è spesso sfocata o poco evidente. Nelle specie boreali, il mantello invernale è folto e vellutato, mentre nelle specie meridionali è più ispido. La muta avviene una o due volte all'anno. Nella maggior parte delle specie, i cuccioli nascono con un mantello bruno scuro.

### Cranio e dentizione

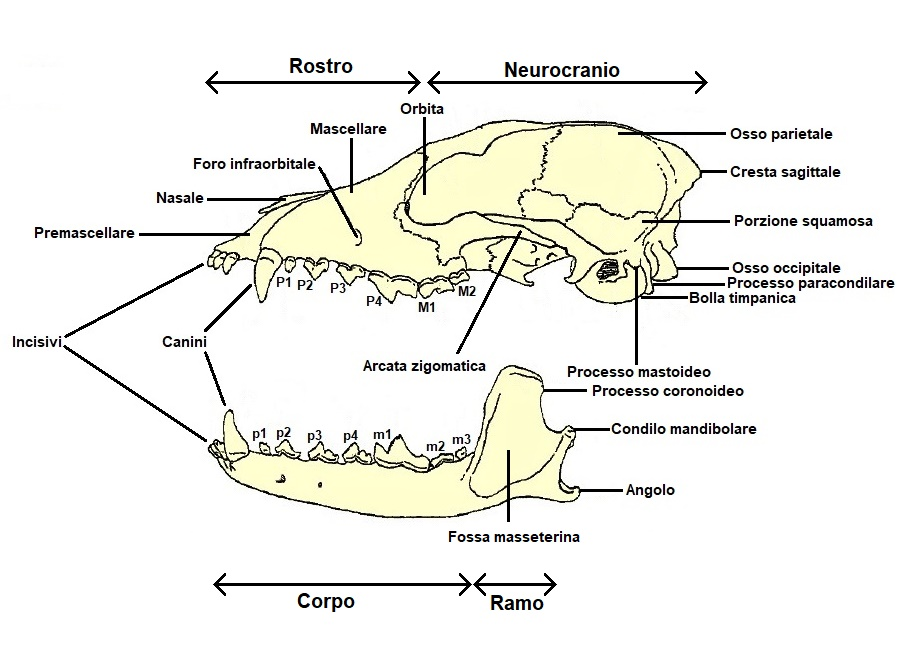
Cranio di sciacallo dorato con terminologia

Il cranio dei canini è caratterizzato da una parte rostrale lunga e da un neurocranio voluminoso. Sebbene i canini siano spesso citati per la loro apparente intelligenza, il neurocranio è sproporzionatamente piccolo, costituendo solo una parte minore del volume totale del cranio. Con l'eccezione delle specie più piccole, come il fennec, il cranio dei canini presenta un notevole sviluppo della cresta sagittale e della cresta sopraorbitale. Nel licaone, la cresta sagittale è particolarmente pronunciata, con una forma simile a quella di un coltello, mentre nelle volpi è presente solo nella porzione posteriore estrema del cranio. L'osso nasale, lungo e snello, si estende almeno fino alle orbite oculari.
La formula dentaria tipica della maggior parte delle specie è:
| 3.1.4.2 |
| 3.1.4.3 |

Le principali eccezioni includono lo speoto, che possiede un solo molare superiore e due inferiori, il cuon, che dispone di due molari sia superiori che inferiori, e l'otocione, che ha 3-4 molari superiori e quattro inferiori.
Un'analisi sulla forza del morso, calcolata tramite i denti canini di vari carnivori, sia odierni che estinti, in relazione all'indice di massa corporea di ciascuna specie, ha rivelato che le stime più alte (misurate in newton per chilogrammo di peso corporeo) appartengono a Canis dirus (163 N/kg), seguito dal licaone (142 N/kg), dal lupo grigio (136 N/kg), dal cuon (112 N/kg) e dal dingo (108 N/kg). Questi ultimi quattro sono specie attuali con diete ipercarnivore, specializzate nella caccia a prede di grandi dimensioni.

## Tassonomia

### Filogenia
Questo cladogramma mostra la posizione filogenetica dei canini all'interno dei caniformi, secondo un'analisi dei reperti fossili svolta nel 2009:
|  | †Hesperocyoninae                                          |
|  |                                                           |
|  | \| \| †Borophaginae \| \| \| \| \| \| Caninae \| \| \| \| |
|  |                                                           |
|  | †Borophaginae                                             |
|  |                                                           |
|  | Caninae                                                   |
|  |                                                           |

|  | †Borophaginae |
|  |               |
|  | Caninae       |
|  |               |

|  | †Hesperocyoninae                                          |
|  |                                                           |
|  | \| \| †Borophaginae \| \| \| \| \| \| Caninae \| \| \| \| |
|  |                                                           |
|  | †Borophaginae                                             |
|  |                                                           |
|  | Caninae                                                   |
|  |                                                           |

|  | †Borophaginae |
|  |               |
|  | Caninae       |
|  |               |

|  | †Hesperocyoninae                                          |
|  |                                                           |
|  | \| \| †Borophaginae \| \| \| \| \| \| Caninae \| \| \| \| |
|  |                                                           |
|  | †Borophaginae                                             |
|  |                                                           |
|  | Caninae                                                   |
|  |                                                           |

|  | †Borophaginae |
|  |               |
|  | Caninae       |
|  |               |

|  | †Hesperocyoninae                                          |
|  |                                                           |
|  | \| \| †Borophaginae \| \| \| \| \| \| Caninae \| \| \| \| |
|  |                                                           |
|  | †Borophaginae                                             |
|  |                                                           |
|  | Caninae                                                   |
|  |                                                           |

|  | †Borophaginae |
|  |               |
|  | Caninae       |
|  |               |

Le analisi sugli allozimi e sui cromosomi hanno indicato quattro principali divisioni filogenetiche:
1. Canidi lupini (generi Canis, Cuon e Lycaon);
2. Canidi vulpini (genere Vulpes);
3. Canidi sudamericani (generi Atelocynus, Cerdocyon, Chrysocyon, Dusicyon, Lycalopex e Speothos);
4. Specie monospecifiche, tra cui Otocyon megalotis, Urocyon cinereoargenteus e Nyctereutes procyonoides.

Le analisi sul DNA hanno indicato che i primi tre gruppi formano un clade monofiletico, con i canidi lupini e sudamericani che costituiscono la tribù dei "veri cani". I dati molecolari suggeriscono un'origine nordamericana per i canidi viventi e un'origine africana per i canidi lupini. Gli sciacalli africani (C. adustus e C. mesomelas) risultano essere le specie più basali di questo gruppo.
Il clade sudamericano è radicato dal crisocione (Chrysocyon brachyurus) e dallo speoto (speoto), mentre quello dei vulpini è radicato dal fennec (Vulpes zerda) e dalla volpe di Blanford (Vulpes cana). Le due specie di urocione (Urocyon cinereoargenteus e Urocyon littoralis) sono filogeneticamente basali rispetto agli altri cladi, sebbene questa posizione topologica non abbia un forte supporto.
Questo albero filogenetico si basa su una filogenia proposta nel 2005, derivata dall'analisi del genoma mitocondriale delle specie odierne:
|  | Otocyon megalotis                                                   |
|  |                                                                     |
|  | \| \| Nyctereutes procyonoides \| \| \| \| \| \| Vulpes \| \| \| \| |
|  |                                                                     |
|  | Nyctereutes procyonoides                                            |
|  |                                                                     |
|  | Vulpes                                                              |
|  |                                                                     |

|  | Nyctereutes procyonoides |
|  |                          |
|  | Vulpes                   |
|  |                          |

|  | Otocyon megalotis                                                   |
|  |                                                                     |
|  | \| \| Nyctereutes procyonoides \| \| \| \| \| \| Vulpes \| \| \| \| |
|  |                                                                     |
|  | Nyctereutes procyonoides                                            |
|  |                                                                     |
|  | Vulpes                                                              |
|  |                                                                     |

|  | Nyctereutes procyonoides |
|  |                          |
|  | Vulpes                   |
|  |                          |

| Canini | \| \| Canina \| \| \| \| \| \| Cerdocyonina \| \| \| \| |
|        | \| \| Canina \| \| \| \| \| \| Cerdocyonina \| \| \| \| |
|        | Canina                                                  |
|        |                                                         |
|        | Cerdocyonina                                            |
|        |                                                         |

|  | Canina       |
|  |              |
|  | Cerdocyonina |
|  |              |

|  | Otocyon megalotis                                                   |
|  |                                                                     |
|  | \| \| Nyctereutes procyonoides \| \| \| \| \| \| Vulpes \| \| \| \| |
|  |                                                                     |
|  | Nyctereutes procyonoides                                            |
|  |                                                                     |
|  | Vulpes                                                              |
|  |                                                                     |

|  | Nyctereutes procyonoides |
|  |                          |
|  | Vulpes                   |
|  |                          |

|  | Otocyon megalotis                                                   |
|  |                                                                     |
|  | \| \| Nyctereutes procyonoides \| \| \| \| \| \| Vulpes \| \| \| \| |
|  |                                                                     |
|  | Nyctereutes procyonoides                                            |
|  |                                                                     |
|  | Vulpes                                                              |
|  |                                                                     |

|  | Nyctereutes procyonoides |
|  |                          |
|  | Vulpes                   |
|  |                          |

| Canini | \| \| Canina \| \| \| \| \| \| Cerdocyonina \| \| \| \| |
|        | \| \| Canina \| \| \| \| \| \| Cerdocyonina \| \| \| \| |
|        | Canina                                                  |
|        |                                                         |
|        | Cerdocyonina                                            |
|        |                                                         |

|  | Canina       |
|  |              |
|  | Cerdocyonina |
|  |              |

|  | Otocyon megalotis                                                   |
|  |                                                                     |
|  | \| \| Nyctereutes procyonoides \| \| \| \| \| \| Vulpes \| \| \| \| |
|  |                                                                     |
|  | Nyctereutes procyonoides                                            |
|  |                                                                     |
|  | Vulpes                                                              |
|  |                                                                     |

|  | Nyctereutes procyonoides |
|  |                          |
|  | Vulpes                   |
|  |                          |

|  | Otocyon megalotis                                                   |
|  |                                                                     |
|  | \| \| Nyctereutes procyonoides \| \| \| \| \| \| Vulpes \| \| \| \| |
|  |                                                                     |
|  | Nyctereutes procyonoides                                            |
|  |                                                                     |
|  | Vulpes                                                              |
|  |                                                                     |

|  | Nyctereutes procyonoides |
|  |                          |
|  | Vulpes                   |
|  |                          |

| Canini | \| \| Canina \| \| \| \| \| \| Cerdocyonina \| \| \| \| |
|        | \| \| Canina \| \| \| \| \| \| Cerdocyonina \| \| \| \| |
|        | Canina                                                  |
|        |                                                         |
|        | Cerdocyonina                                            |
|        |                                                         |

|  | Canina       |
|  |              |
|  | Cerdocyonina |
|  |              |

|  | Otocyon megalotis                                                   |
|  |                                                                     |
|  | \| \| Nyctereutes procyonoides \| \| \| \| \| \| Vulpes \| \| \| \| |
|  |                                                                     |
|  | Nyctereutes procyonoides                                            |
|  |                                                                     |
|  | Vulpes                                                              |
|  |                                                                     |

|  | Nyctereutes procyonoides |
|  |                          |
|  | Vulpes                   |
|  |                          |

|  | Otocyon megalotis                                                   |
|  |                                                                     |
|  | \| \| Nyctereutes procyonoides \| \| \| \| \| \| Vulpes \| \| \| \| |
|  |                                                                     |
|  | Nyctereutes procyonoides                                            |
|  |                                                                     |
|  | Vulpes                                                              |
|  |                                                                     |

|  | Nyctereutes procyonoides |
|  |                          |
|  | Vulpes                   |
|  |                          |

| Canini | \| \| Canina \| \| \| \| \| \| Cerdocyonina \| \| \| \| |
|        | \| \| Canina \| \| \| \| \| \| Cerdocyonina \| \| \| \| |
|        | Canina                                                  |
|        |                                                         |
|        | Cerdocyonina                                            |
|        |                                                         |

|  | Canina       |
|  |              |
|  | Cerdocyonina |
|  |              |

## Storia evolutiva

### Oligocene

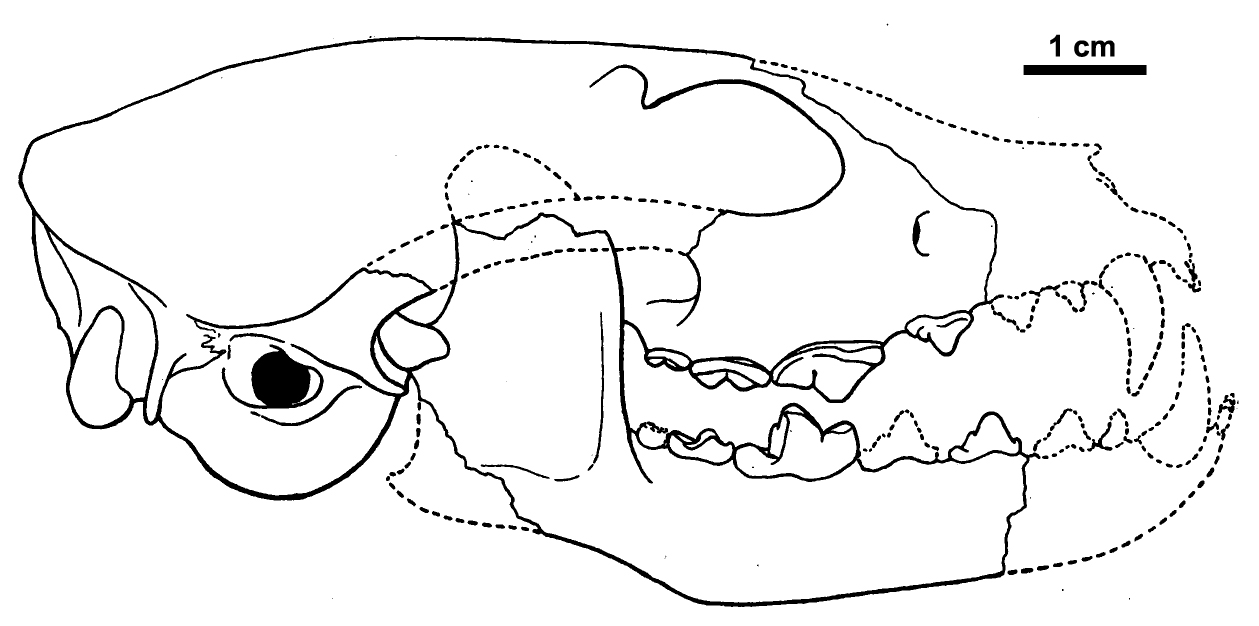
Teschio di Leptocyon, il canino più primitivo

L'avvento dell'Oligocene, circa 34-23 milioni di anni fa, segnò l'inizio di un lungo periodo di deterioramento climatico. In Antartide cominciarono a formarsi le prime calotte di ghiaccio, mentre in Nord America centrale l'ambiente divenne progressivamente più secco e soggetto a variazioni stagionali. Le foreste pluviali dell'Eocene scomparvero, lasciando spazio a boschi e pianure. Gli erbivori iniziarono ad adattarsi a una dieta a base di erba e a sviluppare caratteristiche da corridori delle pianure aperte. Per i canidi, la capacità di inseguire queste nuove prede rappresentò un importante passo evolutivo. Durante questo periodo, il genere Hesperocyon iniziò a diversificarsi, dando origine agli antenati delle tre sottofamiglie di canidi conosciute.
Durante l'Oligocene, tutte e tre le stirpi erano rappresentate da specie di dimensioni leggermente superiori a quelle di una volpe, ma ciascuna mostrava caratteristiche morfologiche che preannunciavano le future direzioni evolutive. Tra queste vi era Leptocyon, considerato l'antenato dei canini, il cui aspetto ricordava quello dell'odierna volpe pigmea. Con un peso inferiore ai 2 kg, Leptocyon si distingueva dal contemporaneo Archaeocyon, antenato dei borofagini, per le sue mascelle sottili e i denti ampiamente spaziati, adattati alla cattura di piccole prede. Leptocyon sopravvisse oltre l'Oligocene fino al tardo Miocene, divenendo il genere di canide più longevo prima della sua estinzione.

### Miocene

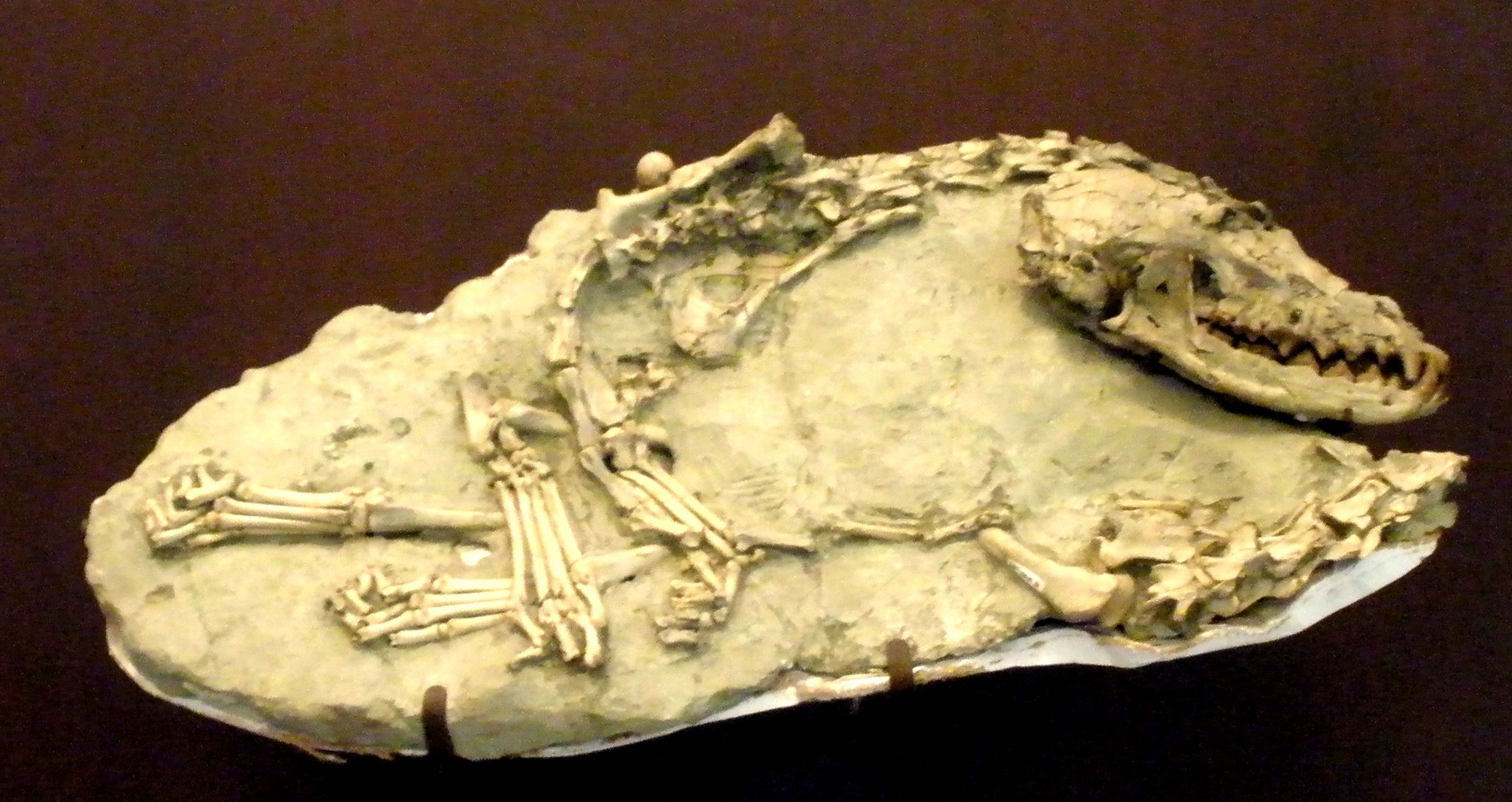
Resti fossili di Eucyon, antenato degli odierni canidi lupini e dei cerdocionini

Gli erbivori nordamericani, prede principali dei canidi, iniziarono a diversificarsi drasticamente durante la prima metà del Miocene, un periodo che si estese da circa 23 a 5 milioni di anni fa. Oltre all'evoluzione di specie indigene, questa diversificazione fu favorita dalla formazione del ponte di Bering circa 8 milioni di anni fa, che permise l'immigrazione in Nord America di erbivori provenienti dall'Eurasia.
Nonostante fossero subordinati ai borofagini, evolutisi in superpredatori paragonabili alle attuali iene, i discendenti di Leptocyon continuarono ad adattarsi agli ambienti sempre più aperti. Questi adattamenti includevano l'allungamento degli arti e la perdita dei pollici. Durante questo periodo, si erano già formate le due principali tribù dei canidi: le volpi (Vulpini) e i veri cani (Canini), con questi ultimi rappresentati dal genere Eucyon.
Grazie agli arti allungati e alle dita compatte, i canini si dimostrarono la stirpe di canidi più mobile, sfruttando i ponti continentali per espandere il proprio areale oltre il Nord America. Una vera volpe, Vulpes riffautae, si era già stabilita nell'attuale Ciad circa 7 milioni di anni fa, mentre almeno una specie di canino aveva contemporaneamente colonizzato la Spagna.

### Pliocene
Durante il Pliocene, circa 4-5 milioni di anni fa, le pianure nordamericane continuarono a espandersi, e gli erbivori, in particolare i cavalli, svilupparono una maggiore velocità grazie alla riduzione del numero di dita e al rafforzamento del dito centrale. Questo adattamento avvantaggiò i corridori, ma penalizzò i borofagini, meno adatti alla corsa. Questa stirpe, infatti, si estinse completamente circa 2 milioni di anni fa, lasciando ai canini il predominio tra i carnivori nordamericani.
La formazione dell'Istmo di Panama, avvenuta circa 3 milioni di anni fa, permise ai canini di colonizzare il Sudamerica durante il Grande Scambio Biotico Americano, dando origine alla sottotribù dei cerdocionini. I cerdocionini soppiantarono i predatori marsupiali indigeni, rappresentati dai borienidi, e successivamente si affermarono come i predatori dominanti del continente sudamericano.

### Pleistocene

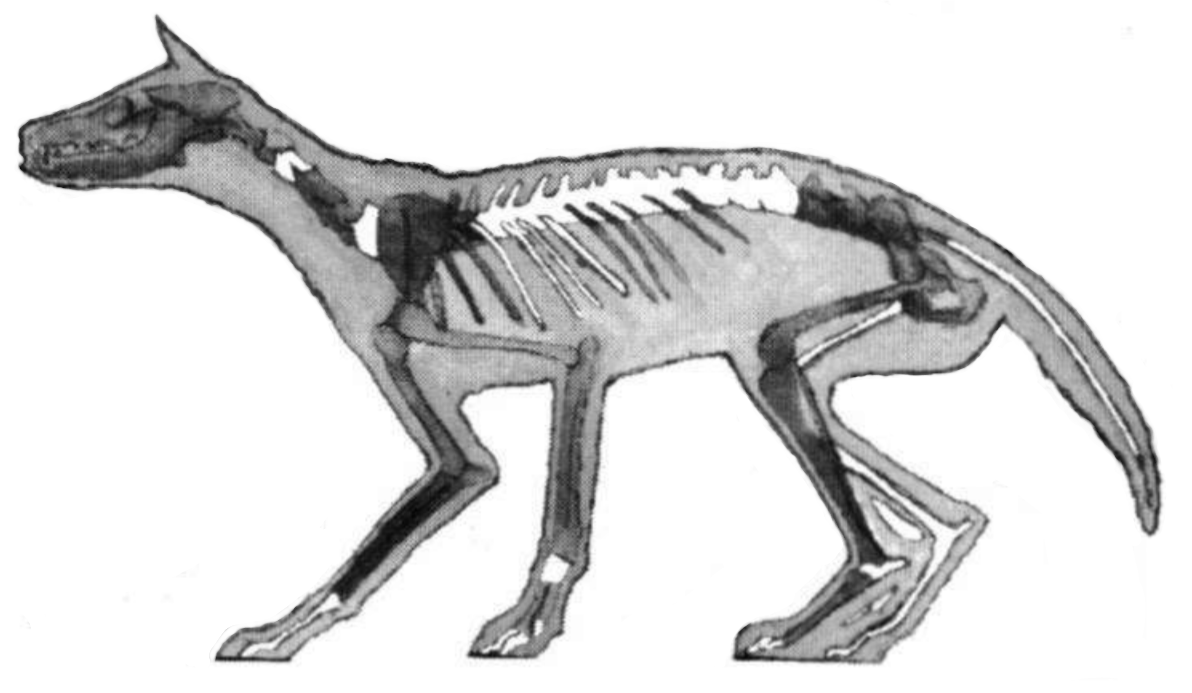
Scheletro di C. sardous, un canide lupino estinto, indigeno della Sardegna

L'arrivo del Pleistocene, circa 1,8 milioni di anni fa, fu caratterizzato dall'espansione delle calotte di ghiaccio, che portò alle temperature più basse dell'intero Cenozoico. Molti mammiferi, seguendo la regola di Bergmann, aumentarono di dimensioni per meglio conservare il calore corporeo. Fu durante questo periodo che fecero il loro debutto i grandi canidi lupini, come i lupi, i licaoni e i cuon, nell'Eurasia. Una popolazione dei primi fu successivamente addomesticata, dando origine al cane domestico. Nel frattempo, nelle Americhe, tra i superpredatori contemporanei spiccava il temibile Canis dirus, il più grande canide mai esistito.
I lupi grigi colonizzarono il Nord America durante il tardo Rancholabreano attraverso il ponte di Bering, in almeno tre migrazioni separate, ognuna rappresentata da cladi distinti di lupi grigi eurasiatici. Condivisero il nuovo habitat con Canis dirus, che si estinse durante il Quaternario, probabilmente a causa della scomparsa delle grandi prede erbivore di cui si nutriva.
Nel Sud America, una stirpe di cerdocionini si diversificò nel maikong e nelle licalopecie, dette anche "pseudovolpi". Tra queste, Lycalopex vetulus rappresenta la specie più basale del genere. Una seconda fase di diversificazione sembra essersi verificata in Cile o in Argentina, culminando nella più recente divergenza tra Lycalopex culpaeus e Lycalopex griseus, avvenuta circa 600.000-350.000 anni fa.

### Olocene

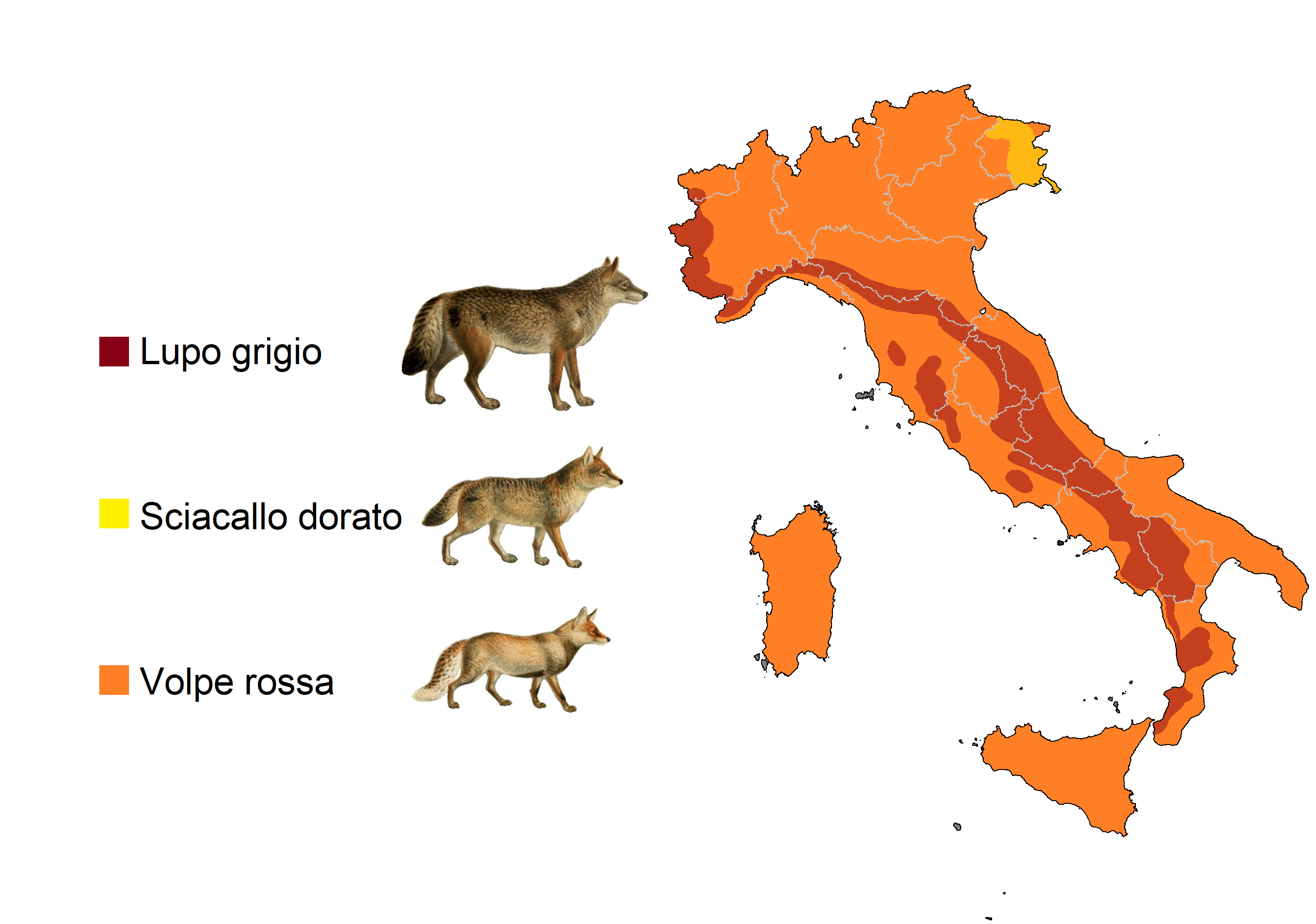
Areale dei canini italiani

I canini rappresentano oggi il gruppo di carnivori più diffuso al mondo, con almeno una specie presente su tutti i continenti, ad eccezione dell'Antartide. Le volpi rosse e i lupi grigi possiedono gli areali più vasti tra i mammiferi selvatici. La volpe rossa è presente in 83 stati, distribuiti su cinque continenti, mentre il lupo grigio si trova in Nord America, Europa e Asia, abitandone 62 stati. L'areale della volpe artica copre tre continenti, mentre la volpe rossa e il dingo hanno colonizzato l'Australia e l'Oceania con l'aiuto umano.
Almeno l'81% degli stati globali ospitano canini, con Sudan, Stati Uniti ed Etiopia che presentano il maggior numero di specie (10, 9 e 8 rispettivamente). Gli unici stati in cui i canini selvatici sono assenti sono alcune isole, come i Caraibi, il Madagascar, Malta e diverse isole dell'Australasia. I continenti con la maggiore diversità di specie sono l'Africa, l'Asia e il Sud America, che ospitano ciascuno più di 10 specie. I generi Canis e Vulpes sono distribuiti in Nord America, Europa, Africa e Asia, mentre gli altri otto generi sono limitati a singoli continenti: tutti i cerdocionini si trovano esclusivamente in Sud America, Cuon in Asia, Lycaon in Africa, Urocyon nelle Americhe e Nyctereutes in Asia, sebbene quest'ultimo sia stato introdotto in Europa dai pellicciai.
In Italia, sono presenti la volpe rossa, il lupo grigio e lo sciacallo dorato. L'areale della volpe copre l'intera penisola e alcune isole, mentre il lupo è diffuso principalmente nelle zone montuose degli Appennini e delle Alpi occidentali. La popolazione di lupi è attualmente in aumento: un sondaggio del 2016 condotto dall'ISPRA ha stimato circa 1.269-1.800 esemplari distribuiti nella penisola. Lo sciacallo dorato è una specie relativamente nuova in Italia, avendo iniziato a colonizzare il nord-est del paese a partire dai primi anni Ottanta. Da allora, la sua diffusione è proseguita, con segnalazioni registrate nelle province di Bergamo e Modena nel 2017.

## Comportamento

### Organizzazione sociale

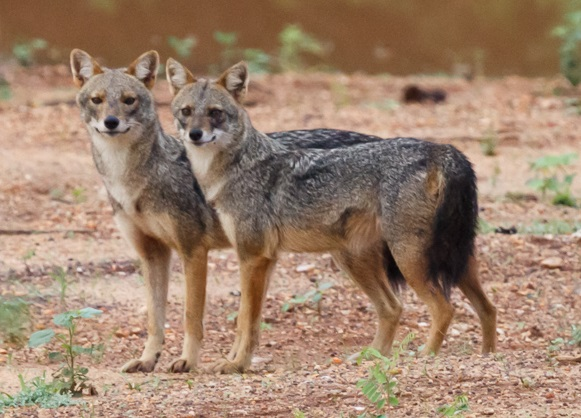
Coppia di sciacalli dorati

Il nucleo sociale dei canini consiste principalmente in una coppia monogama. La maggior parte delle specie si accoppia per tutta la vita, sebbene alcune segnalazioni di poliginia in determinate specie di volpi rappresentino un'eccezione. La mancanza di un notevole dimorfismo sessuale è una caratteristica tipica degli animali monogami. La coppia pattuglia e difende insieme il territorio, e in alcuni casi caccia in collaborazione. Il maschio condivide la cura dei cuccioli con la femmina e la nutre durante la gravidanza e l'allattamento. I canini trasportano il cibo alla tana nello stomaco, rigurgitandolo per i cuccioli o i compagni.
Grazie alla partecipazione di entrambi i genitori alla cura della prole, i canini possono produrre cucciolate numerose, generalmente dai quattro agli otto cuccioli. Poiché l'allevamento di tanti piccoli può essere impegnativo, molti cuccioli dell'anno precedente rimangono con i genitori per aiutare ad allevare la nuova generazione. Nelle specie più grandi e sociali, come i lupi, i licaoni e i cuon, i cuccioli nascono relativamente più piccoli e maturano più lentamente, richiedendo quindi più assistenza nell'allevamento. Questo porta alla formazione di branchi complessi.

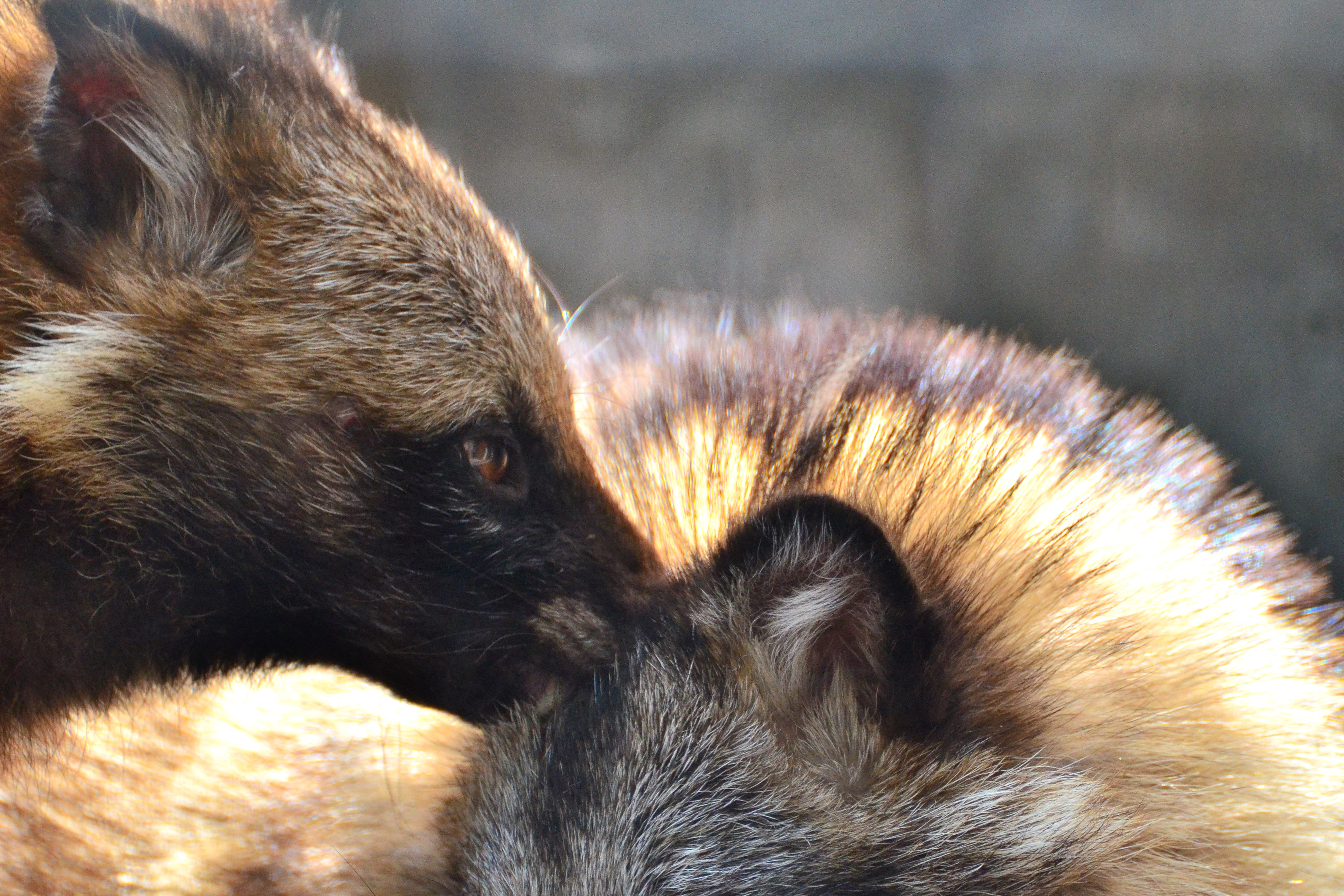
Coppia di nittereuti durante la tolettatura

Una conseguenza di tale organizzazione sociale nelle specie più grandi è la capacità di collaborare in gruppo per abbattere prede di grande taglia. Al contrario, le specie più piccole tendono a cacciare da sole o in coppia, sebbene sciacalli e coyote possano occasionalmente cacciare in branco. Le specie di taglia media, insieme alle volpi, possono anche formare gruppi sociali estesi attorno a fonti di cibo concentrate, come carcasse, discariche o colonie di uccelli nidificanti. In questi gruppi allargati possono esserci 2-3 femmine riproduttive, sebbene la concorrenza con la cucciolata della femmina dominante spesso le svantaggi.
I canini sociali hanno evoluto segnali speciali per coordinare le attività del branco. Nelle specie solitarie, i comportamenti contagiosi e i segnali che facilitano l'interazione sociale sono meno sviluppati. La sociabilità nei canini si basa sul mantenimento dei legami sociali tra genitori, cuccioli e fratelli. I comportamenti di sottomissione che i cuccioli mostrano verso gli adulti servono anche a mantenere legami tra gli adulti stessi. La tolettatura, utile per rafforzare i legami nelle coppie, è osservata raramente nelle specie sociali, tranne durante il corteggiamento o la pulizia dei cuccioli.
La dominanza della coppia alfa viene mantenuta attraverso vari gradi di severità. Nei branchi di lupi, l'aggressività e la sottomissione sono molto evidenti, mentre nei branchi di licaoni la sottomissione è la caratteristica principale delle dinamiche sociali.

### Comportamento alimentare

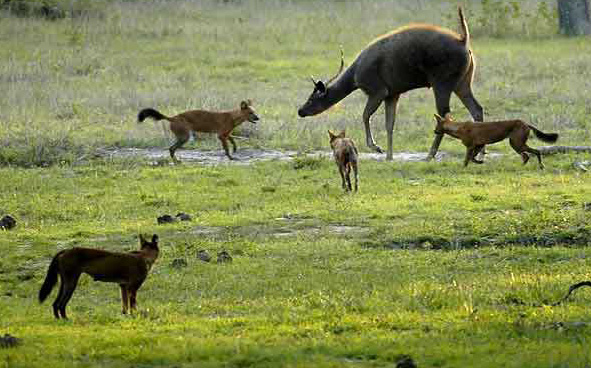
Branco di cuon che attacca un sambar

Tutti i canini catturano piccole prede balzando su di esse, immobilizzandole con le zampe e uccidendole scuotendole tra le fauci. Le prede di grandi dimensioni, invece, vengono morse ripetutamente sui fianchi e sul posteriore. Sia i lupi sia i licaoni sono stati osservati mentre immobilizzavano prede imponenti, come alci o zebre, afferrandole per il naso, mentre gli altri membri del branco le attaccavano alle spalle.
I cuccioli delle specie sociali tendono a diventare autosufficienti più tardi rispetto a quelli delle specie solitarie, poiché devono acquisire esperienza nel scegliere, sfinire e abbattere prede di grandi dimensioni in collaborazione con i compagni. Esemplari allevati in cattività, privi di queste esperienze, spesso mostrano paura verso animali di taglia grande.
Quando possibile, i canini preferiscono cibarsi di carogne o di prede giovani, ferite o malate, poiché sono più facili da abbattere. La maggior parte dei canini seppellisce il cibo in eccesso per consumarlo in un secondo momento.
Sebbene non vi siano prove che lo facciano deliberatamente, alcune specie, come il coyote, lo sciacallo dalla gualdrappa e la volpe rossa, attirano le prede con balzi e capriole che sembrano avere un effetto ipnotico su di esse.

### Comunicazione

#### Olfattiva

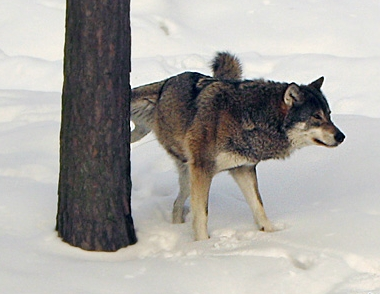
Lupo grigio che marca il territorio

I canini dispongono di ghiandole odorifere le cui secrezioni, influenzate dagli ormoni sessuali, forniscono informazioni sullo stato riproduttivo e sociale dell'animale. Le ghiandole più importanti si trovano sulla testa, in particolare sulle guance, e nella regione anogenitale. Tra i canini, il saluto più comune è l'annusamento della regione anogenitale: un animale sicuro di sé alza la coda per facilitare il saluto, mentre uno timido abbassa la coda, coprendo l'odore e segnalando la propria subordinazione sociale. Le femmine in calore tengono la coda costantemente eretta, diffondendo così il loro odore. Una ghiandola odorifera situata alla base della coda è presente in quasi tutti i canini, ad eccezione del cane domestico e del licaone; questa ghiandola è usata per marcare la tana quando la coda viene strusciata contro l'entrata.
Tutte le specie utilizzano l'urina per marcare il territorio, mentre le feci vengono impiegate solo raramente. I maschi marcano regolarmente i confini del territorio e, durante una pattuglia, se trovano un oggetto nuovo e odoroso, lo marcano con l'urina per rivendicarne la proprietà. Entrambi i sessi marcano il territorio, ma con posture diverse: i maschi dominanti adottano una postura "tripode", sollevando una zampa posteriore, mentre le femmine e i maschi subordinati lo fanno accovacciandosi, simile ai cuccioli. Dopo aver urinato, raschiano il terreno con gli artigli, spesso accompagnando il gesto con vocalizzi aggressivi.
In rare occasioni, i licaoni e i lupi africani sono stati osservati orinare in posizione verticale, bilanciandosi sulle zampe anteriori.

#### Tattile e vocale

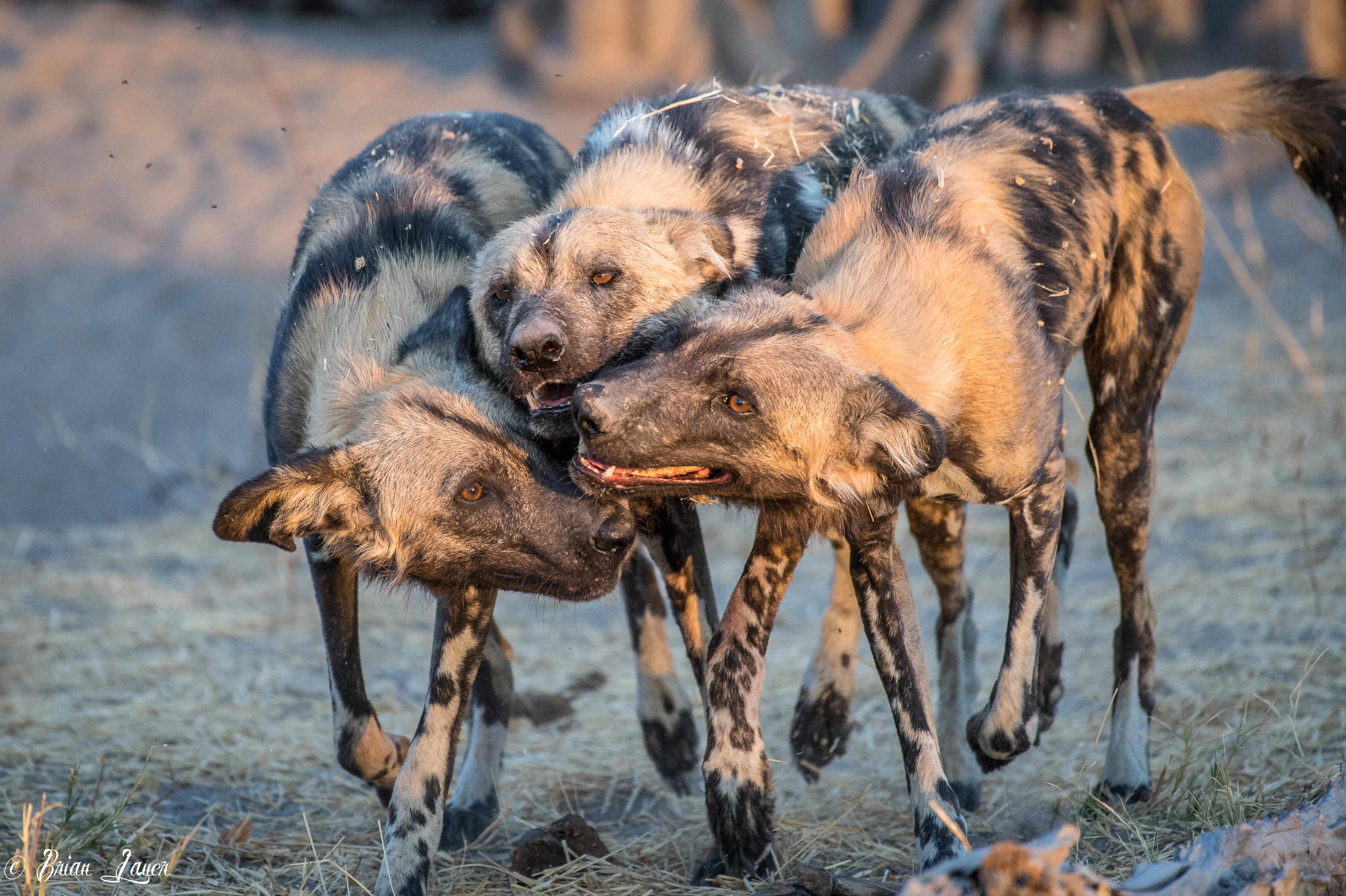
Due licaoni ne affiancano un terzo per indurlo a rigurgitare

La tolettatura gioca un ruolo essenziale nelle relazioni sociali dei canini. Il leccare i cuccioli non solo li pulisce, ma stimola anche la defecazione, mentre il rosicchiamento dei peli aiuta a rafforzare i legami fra i membri della famiglia. Durante incontri aggressivi, i canini di rango inferiore assumono posture che indicano l'intenzione di leccare o rosicchiare, probabilmente come gesto di pacificazione. Gli adulti che trasportano cibo nello stomaco sono incoraggiati a rigurgitarlo attraverso leccature o strofinamenti sulla bocca. Un indicatore della sociabilità nelle diverse specie di canini è la distanza fisica che mantengono durante il riposo: gli otocioni e i licaoni tendono a dormire fianco a fianco, mentre volpi, sciacalli e lupi mantengono maggiori distanze tra gli adulti.

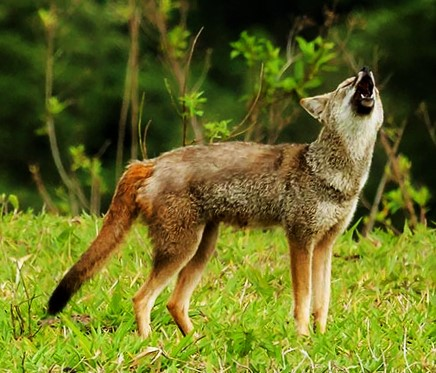
Un jaguapitango che ulula

I canini possiedono il repertorio vocale più ricco tra i carnivori. I richiami a breve distanza sono particolarmente elaborati, con gradazioni e combinazioni di vocalizzi diversi, mentre i richiami a lunga distanza, utilizzati per allontanare i rivali o richiamare i membri del branco, sono più sviluppati nelle specie meno sociali. Tra i richiami a breve distanza, i ringhi vengono usati per aumentare le distanze sociali; in situazioni particolarmente intense, i ringhi possono trasformarsi in suoni simili a ruggiti.
Suoni infantili come miagolii o guaiti, che i cuccioli usano per stimolare l'istinto materno dei genitori, sono utilizzati anche dagli adulti per ridurre le distanze sociali o esprimere sottomissione durante il corteggiamento o gli incontri aggressivi. I latrati, un vocalizzo universale nei canini, servono ad avvertire di pericoli o intimidire eventuali intrusi.
Nel genere Canis, il richiamo di contatto più comune è l'ululato, che si ritiene si sia evoluto dai latrati attraverso la fusione di sequenze ritmiche. L'ululato è spesso preceduto da una serie di latrati acuti e ha un effetto contagioso sui membri del branco, che si uniscono in cori. Questi cori svolgono un ruolo fondamentale nel rafforzare i legami sociali.
Il cuon, invece, emette fischi striduli al posto degli ululati. Come questi suoni vengano prodotti non è ancora chiaro, poiché le corde vocali del cuon non differiscono significativamente da quelle della volpe rossa, che non emette tali suoni. Si ritiene che questi fischi aiutino a coordinare i membri del clan durante gli spostamenti attraverso foreste fitte.

#### Visuale

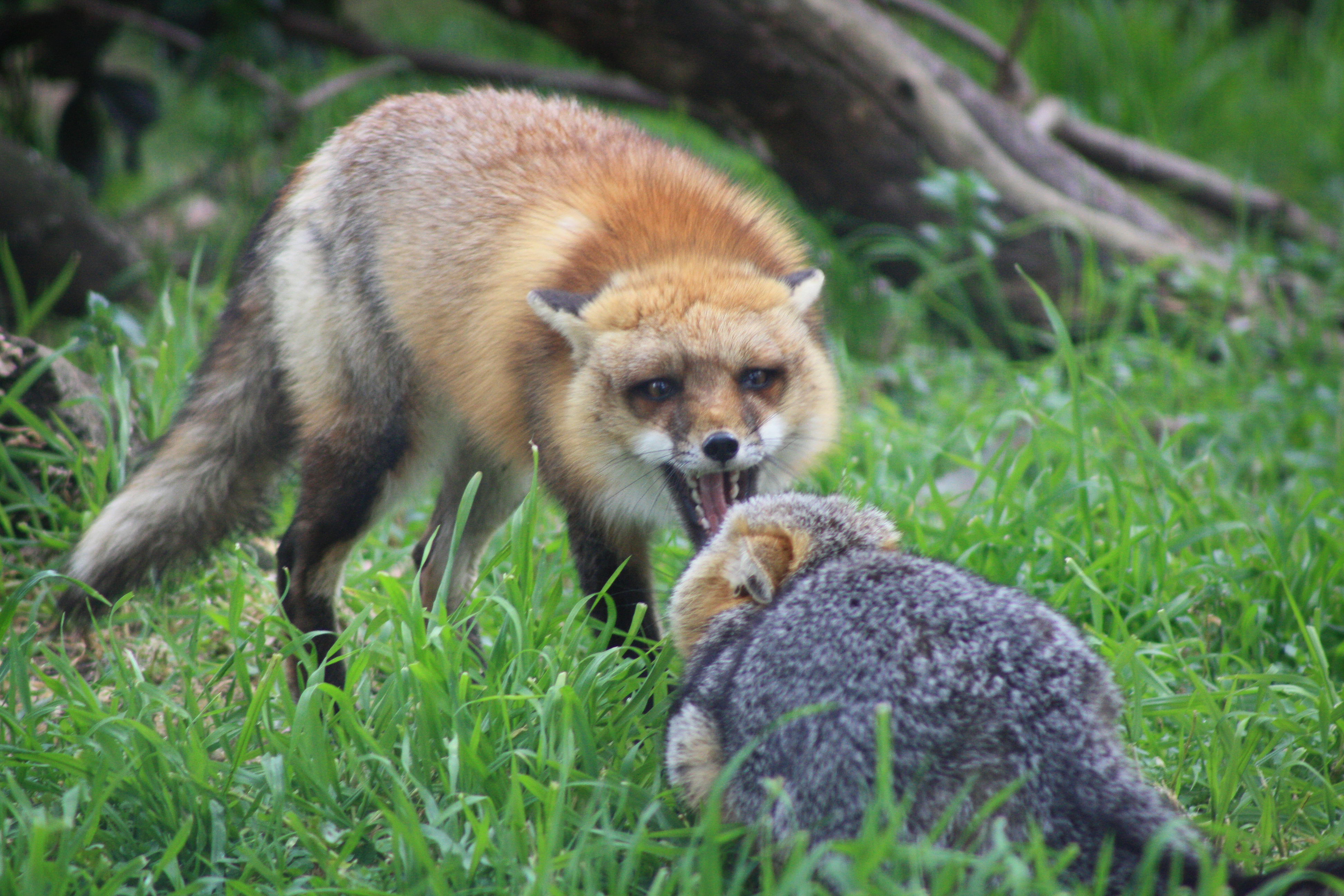
Incontro aggressivo tra una volpe rossa e un urocione

I segni sulla pelliccia dei canini giocano un ruolo importante nel loro linguaggio corporeo. Le emozioni aggressive causano il raddrizzamento dei peli, soprattutto quelli della schiena e della coda, aumentando così l'apparente grandezza dell'animale. Le zone chiare, invece, presenti sulla gola, sull'addome e sulla superficie interiore degli arti, accentuano le posture di sottomissione.
Un canino aggressivo si riconosce per il corpo e gli arti irrigiditi, la piloerezione, le orecchie erette e puntate in avanti, gli occhi spalancati e la coda tenuta rigida (nei lupi e nei licaoni) o scodinzolante (negli sciacalli). Durante gli incontri particolarmente intensi, i lupi, i cani, i coyote e gli sciacalli dorati alzano il labbro superiore per esporre i denti canini, mentre altre specie si limitano a spalancare le fauci.
Un canino difensivo o sottomesso mostra le stesse espressioni facciali e il pelo eretto, ma con la schiena arcuata, una postura accovacciata e le orecchie e la coda abbassate. L'animale sottomesso evita il contatto oculare e alza la zampa anteriore per esporre le zone chiare del torace. In certi casi, leccherà il muso dell'aggressore, proprio come farebbe un cucciolo con un genitore.

### Lotta

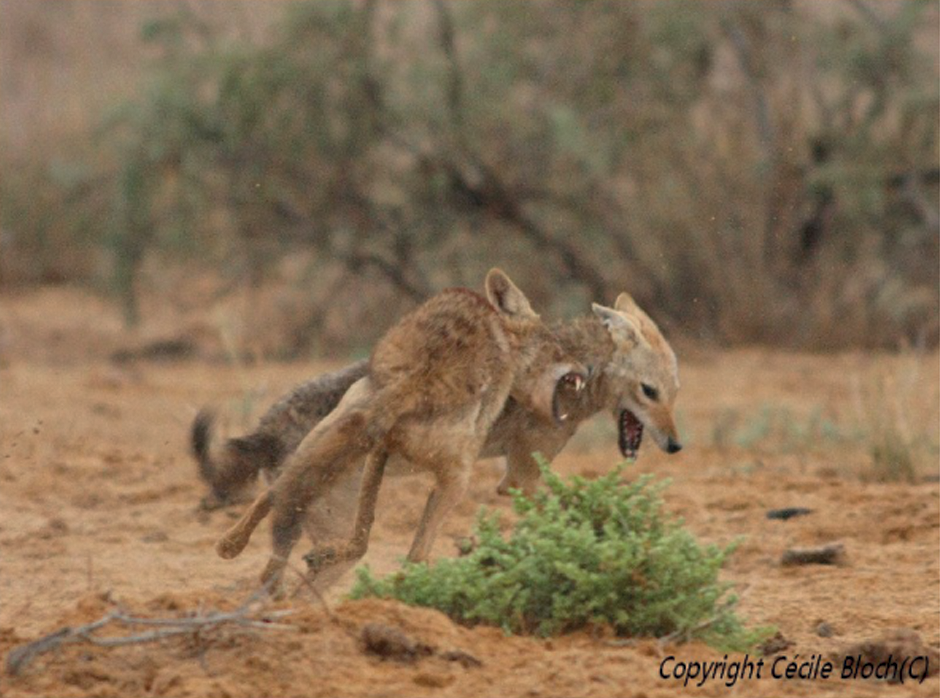
Combattimento tra due lupi africani

I combattimenti tra canini sono raramente sanguinosi, poiché i loro ringhi, ruggiti, strilli e denti esposti sono spesso sufficienti a intimorire i rivali. Le lotte di solito servono a rinforzare o contestare il rango sociale e terminano quando la dominanza è chiaramente affermata. I combattimenti seri avvengono quando la dominanza non è ancora stabilita o viene direttamente sfidata. Le lotte all'ultimo sangue sono state segnalate negli sciacalli, solitamente tra una coppia che uccide un esemplare isolato, mentre i lupi talvolta aggrediscono i capobranco deposti. Nei licaoni, invece, i capobranco spodestati possono reintegrarsi nel branco.
Quando un canino attacca, appiattisce le orecchie e socchiude gli occhi, per poi caricare l'avversario cercando di mordere la nuca, la spalla, la guancia o il muso. La forza del morso dipende dalla resistenza opposta dall'avversario. Durante i combattimenti particolarmente intensi, i canini scuotono la testa mentre mordono, come farebbero con una preda. La coda può essere utilizzata per colpire la faccia dell'avversario, confondendo così un attacco.

### Riproduzione
La maggior parte dei canini si accoppia stagionalmente una volta all'anno, raggiungendo la maturità sessuale tra uno e due anni di età. La dimensione media della cucciolata varia da 2 a 6 piccoli, sebbene siano state segnalate cucciolate di 16 o più individui in specie come i cani domestici, i licaoni e le volpi artiche. La durata della gravidanza varia tra 53 e 72 giorni.
Lo sviluppo embrionale procede lentamente durante la prima metà della gestazione, il che fa sì che le femmine gravide siano appesantite solo negli stadi finali della gravidanza.

#### Comportamenti sessuali

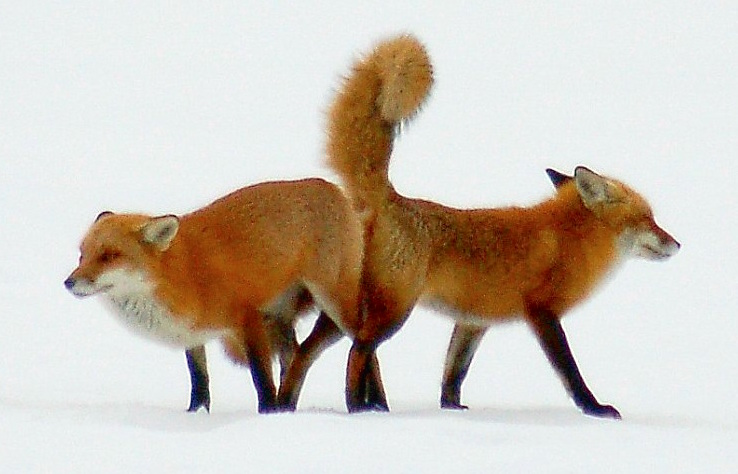
Volpi rosse che formano un nodo durante l'accoppiamento

Con l'eccezione del cane domestico, i canini sono generalmente monogami e reagiscono in modo aggressivo contro gli intrusi dello stesso sesso. La monogamia garantisce al maschio la paternità dei suoi cuccioli, permettendogli di investire le sue cure nei suoi propri geni anziché in quelli di un rivale.
La formazione di una coppia può essere un processo elaborato e prolungato, che spesso inizia mesi prima del periodo di calore. Durante l'estro, la femmina tiene la coda eretta, esponendo la vulva, resa vistosa dal gonfiore e dalle secrezioni sanguigne. Il maschio insegue la femmina per settimane, tentando di annusare o leccare la vulva.
Una volta montati, il glande del pene si gonfia all'interno della vagina, incastrando il maschio e la femmina in una posizione chiamata "nodo". La durata del nodo varia a seconda della specie, oscillando da pochi minuti fino a mezz'ora. Questo fenomeno, unico tra i carnivori, rimane un enigma evolutivo, poiché espone la coppia al rischio di attacchi da parte di predatori. Tuttavia, si ritiene che il nodo garantisca una fertilizzazione più efficace, dato che il maschio può eiaculare più volte durante questa fase.

#### Cura dei cuccioli

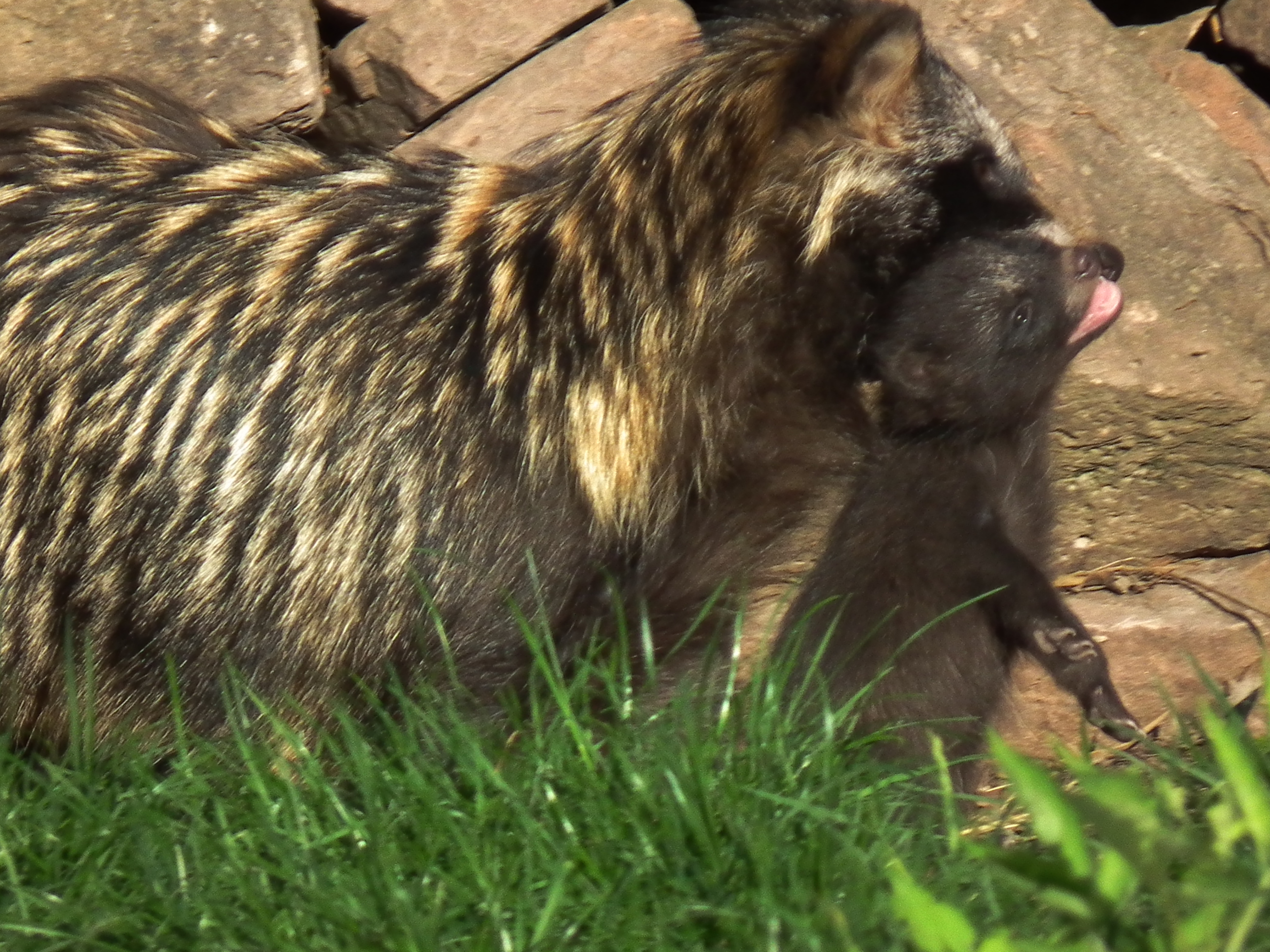
Nittereute che trasporta un cucciolo

La generazione di cucciolate numerose costringe i canini a nascere molto piccoli e sottosviluppati. I cuccioli nascono ciechi e sordi, incapaci di compiere movimenti complessi, come strisciare alla ricerca di calore o spostare la testa per cercare le mammelle materne. Durante le prime settimane di vita, i cuccioli richiedono cure e attenzioni costanti. Nel frattempo, la loro maturazione è rapida, con comportamenti rudimentali tipici degli adulti che emergono già dopo due o tre settimane. A tre settimane di età, si aprono gli occhi e i cuccioli iniziano a consumare cibo solido. Lo svezzamento avviene attorno ai due mesi, e la maggior parte delle specie diventa indipendente tra i quattro e i nove mesi di vita.
La defecazione inizialmente deve essere stimolata dalla madre tramite le leccature, e le feci vengono consumate dalla madre per mantenere pulita la tana. Quando i cuccioli sono abbastanza grandi da poter lasciare la tana, iniziano a usare una latrina. La madre digiuna per il primo giorno dopo il parto, rimanendo con i neonati nella tana, che è solitamente scavata da un altro animale. Mentre la madre si occupa dei cuccioli, il padre o i figli dell'anno precedente le portano cibo rigurgitato.
La socializzazione nei cuccioli inizia una volta che aprono gli occhi. Le cure materne nelle specie sociali diminuiscono gradualmente, e i cuccioli cresciuti vengono lasciati soli o con i fratelli maggiori, il che consente loro di stabilire i legami sociali che, in futuro, porteranno alla formazione del branco. Nelle specie solitarie, i cuccioli diventano sempre meno tolleranti verso i fratelli, fino a separarsene definitivamente.
Tutti i cuccioli di canino sono animali giocherelloni, ma gli adulti delle specie solitarie tendono a evitare il gioco, tranne durante il corteggiamento. Al contrario, nelle specie sociali, i comportamenti giovanili si protraggono più a lungo. Come in tutti i carnivori, il gioco nei canini origina da comportamenti di lotta o caccia da parte degli adulti. Il gioco è tipicamente preceduto da un inchino accompagnato da ringhi e guaiti.

## Ecologia

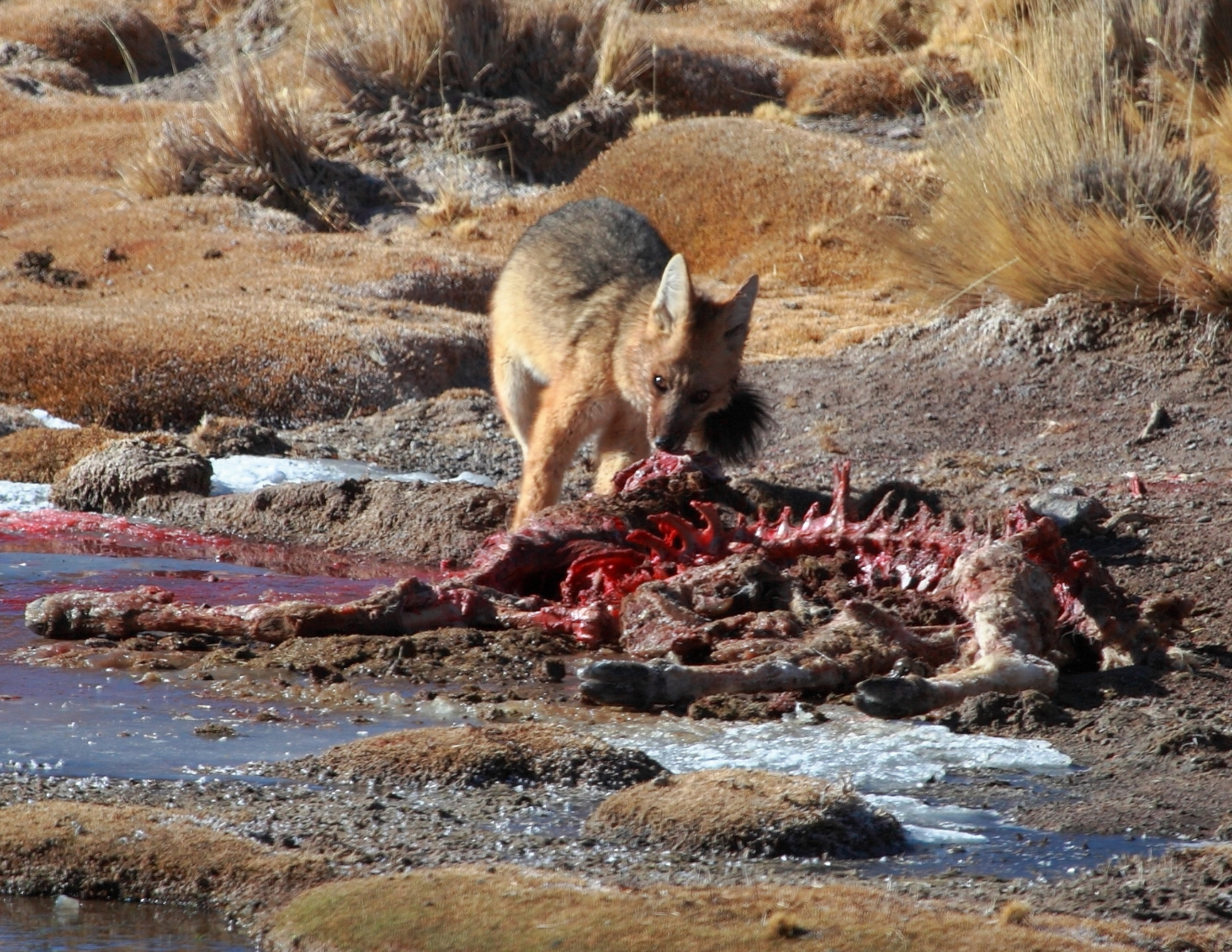
Culpeo si nutre di una carcassa di vigogna

Sebbene siano molto adattabili, la tendenza dei canini a predare ungulati, roditori e lagomorfi li identifica come animali tipici delle pianure. Abitano principalmente zone di tundra, prateria, steppa, savana e bosco.
I canidi sono tra i mammiferi carnivori più intelligenti, adattabili e opportunisti. Tutti i canini sono predatori efficaci, anche se generalmente preferiscono cibarsi di prede già morte. La maggior parte delle specie è onnivora e meno notturna rispetto ai felidi. Le volpi e gli sciacalli, ad esempio, si nutrono spesso di frutta e bacche, mentre i cani domestici possono sopravvivere con una dieta a base di cereali. Gli insetti costituiscono una fonte di cibo principale per l'otocione, anche se per gli sciacalli e le volpi sono una risorsa stagionale. Il licaone, al contrario, è un carnivoro strettamente dipendente dalla caccia cooperativa di antilopi di taglia media. Molti altri canini, soprattutto quelli sociali, cacciano frequentemente prede di dimensioni più piccole o si nutrono di esemplari giovani o malati di mammiferi più grandi.

## Rapporti con l'uomo

### Danni al bestiame

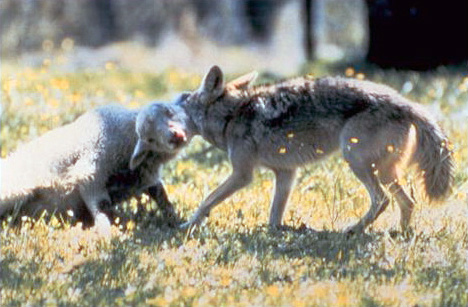
Coyote che uccide una pecora

Tutte le specie domestiche, dai polli ai bovini, sono vulnerabili alla predazione da parte dei canini, un fattore che storicamente ha contribuito in modo significativo al conflitto tra i canini e gli esseri umani. Le perdite economiche derivanti da tali conflitti possono essere significative: stime sulle perdite di ovini causate dai canini negli Stati Uniti tra il 1977 e il 1999 indicano un danno compreso tra 19 e 150 milioni di dollari, mentre le perdite di bovini nel solo anno 2000 ammontavano a circa 52 milioni di dollari.
Sebbene i pastori tendano a temere specie di grandi dimensioni, come lupi, licaoni e cuon, queste rappresentano spesso una minaccia minore per le greggi rispetto a specie più piccole e opportuniste, come sciacalli, coyote e cani randagi.
I cani da guardiania vengono utilizzati almeno dal VI secolo per proteggere le greggi da predatori come lupi e sciacalli, e il loro impiego è aumentato con l'adozione di politiche volte alla protezione dei canini selvatici. Oltre ai cani, vengono spesso utilizzati anche lama e asini, entrambi noti per la loro avversione aggressiva verso i canini e per la loro longevità, superiore a quella dei cani da guardiania.

### Attacchi agli umani

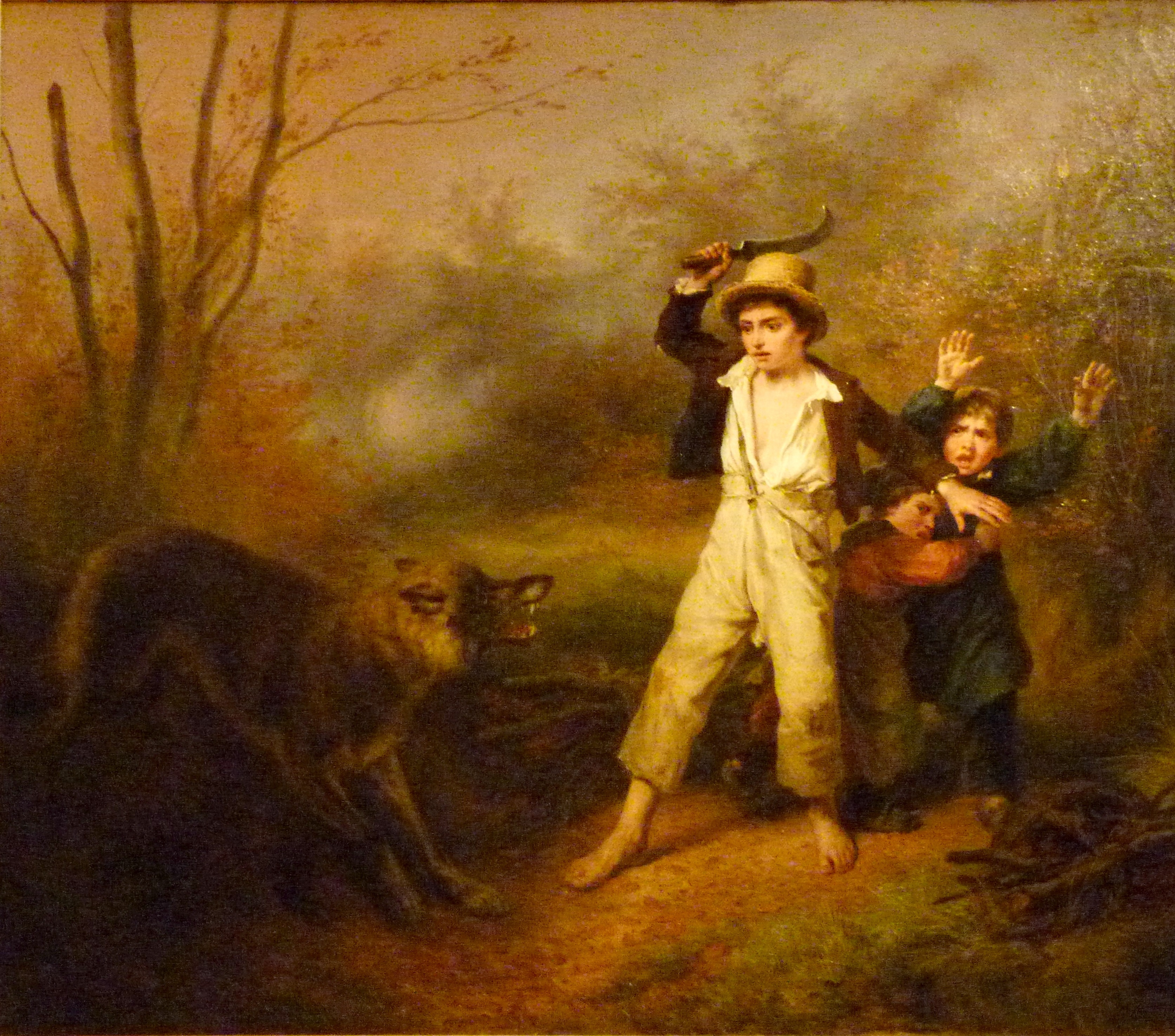
Petits paysans surpris par un loup di François Grenier dei Saint-Martin, 1833

Sebbene gli attacchi diretti da canini agli esseri umani siano rari, e le fatalità ancora più rare, le specie di grandi dimensioni, come lupi, licaoni e cuon, sono spesso considerate minacce per la vita umana. Questi animali sono spesso rappresentati come antagonisti nei miti e nel folklore di molte culture. Gli attacchi verificati coinvolgono spesso individui affetti dalla fase furiosa della rabbia. Tali episodi sono diventati rari nei paesi sviluppati grazie all'eradicazione della malattia, ma continuano a essere segnalati in Medio Oriente e in Asia. Gli attacchi da parte di canini non rabbiosi avvengono quasi esclusivamente in ambienti modificati dall'uomo, dove la scarsità di selvaggina costringe gli animali a nutrirsi di bestiame o rifiuti, abituandoli così alla presenza umana e riducendo il loro timore innato.
Tra i canini, solo il lupo grigio è stato segnalato, sebbene raramente, come cacciatore ripetitivo di esseri umani. Dal XIX secolo al 2002, si sono registrati otto attacchi fatali in Europa e Russia, e oltre 200 nell'Asia meridionale. Nel Nord America, tra il 2005 e il 2010, due persone sono state uccise da lupi non rabbiosi.
Gli attacchi da parte di coyote sono aumentati con la rapida espansione della specie nei centri urbani. Secondi i dati forniti dall'USDA, dal California Department of Fish and Wildlife e da altre fonti, si sono verificati 367 attacchi contro esseri umani, di cui 165 in California, con un solo caso fatale.
Escludendo i casi legati alla rabbia, gli attacchi di lupi e coyote tendono a intensificarsi durante le stagioni delle cucciolate, e le vittime sono prevalentemente bambini.

### Addomesticamento

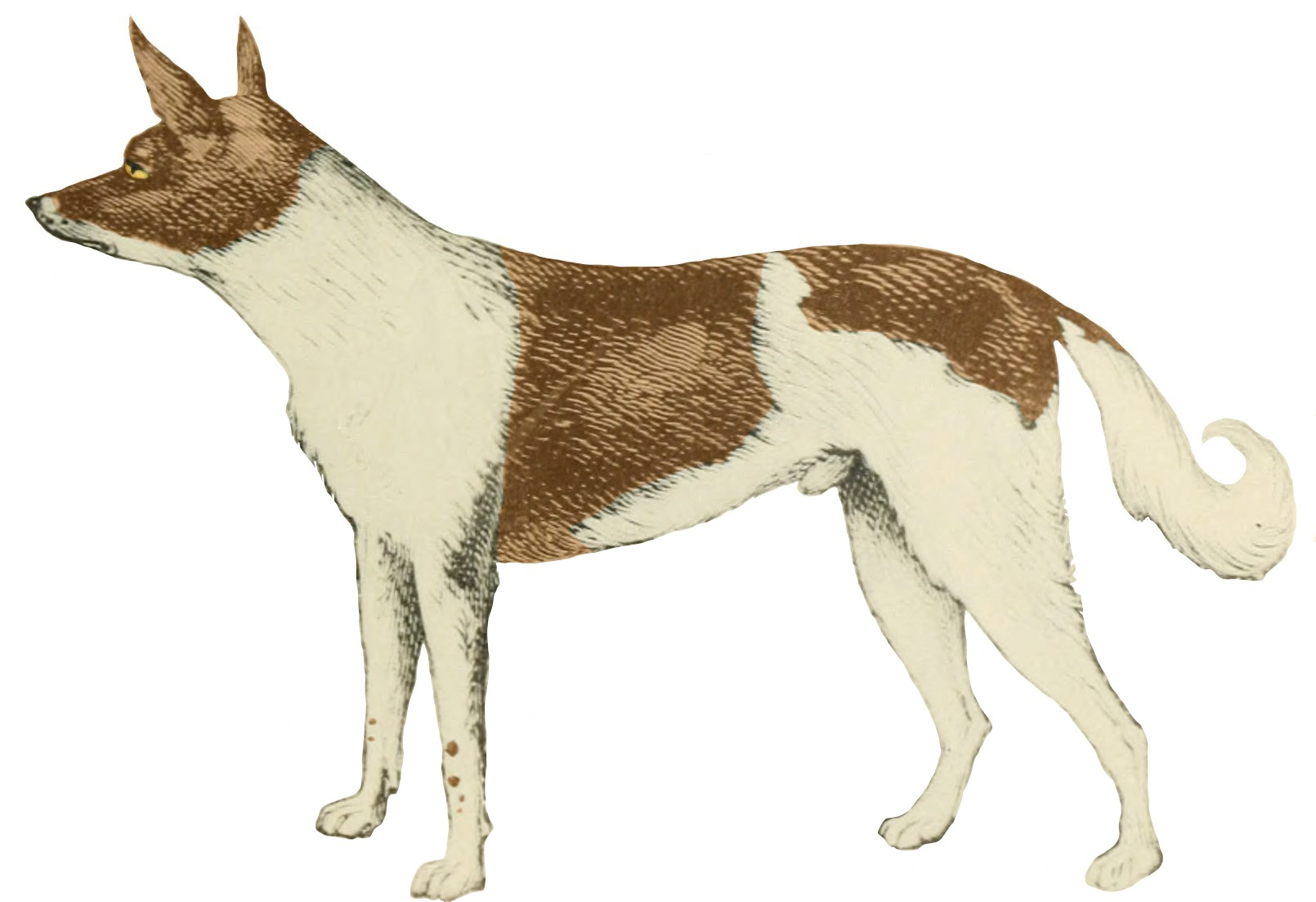
Illustrazione dell'estinto cane fuegino, derivato dal culpeo, contrariamente agli altri cani che discendono dal lupo

Le analisi genetiche di peli rinvenuti nella Terra del Fuoco hanno rivelato che i cani estinti dei Selknam derivavano dal culpeo (Lycalopex culpaeus). Sebbene questi cani non fossero adatti come cani da guardia, potrebbero essere stati utili nella caccia alle lontre. Tuttavia, i cani fuegini furono sterminati prima del 1919, poiché considerati una minaccia per il bestiame dei missionari europei.
Un esperimento condotto nell'Unione Sovietica ha portato all'addomesticamento della volpe rossa (Vulpes vulpes), replicando in parte il processo che portò all'addomesticamento del cane. Gli esemplari attuali, che mostrano comportamenti simili a quelli dei cani domestici, discendono da individui selezionati per la loro docilità verso gli esseri umani, essendo stati questi gli unici autorizzati a riprodursi.

### Come animali da pelliccia
Molte specie di canini rivestono un'importanza significativa nel commercio delle pellicce. Tra i canini dell'emisfero boreale, la volpe artica (Vulpes lagopus), la volpe rossa (Vulpes vulpes) e il nittereute (Nyctereutes procyonoides) sono considerati tra gli animali da pelliccia economicamente più pregiati. Queste specie vengono catturate stagionalmente o allevate in cattività per soddisfare la domanda di pellicce.